# Valkyrie Anatomia
Valkyrie Anatomia: The Origin fue un videojuego de rol desarrollado por Dokidoki Groove Works y distribuido por Square Enix para Android y iOS. El juego está ambientado en un mundo alternativo de Valkyrie Profile y fue lanzado en Japón en abril de 2016 y a nivel mundial en abril de 2019. El servidor mundial del juego fue cerrado en agosto de 2020 mientras que el servidor japonés en abril de 2021.

## Jugabilidad
El juego fue dividido en misiones con cinemáticas de por medio. Los jugadores podían controlar a la valquiria protagonista junto a un grupo de tres Einheriar reclutados. Durante las misiones, se le presenta al jugador un mapa de puntos que requieren Puntos de Acción (PA) o resistencia para poder recorrerlos; los PA son reabastecidos automáticamente con el tiempo o por medio de compras dentro de la app. Los PA también podían usarse para curar personajes después de las batallas, o congelar enemigos durante una batalla. En cada punto en el mapa, los jugadores entraban a un área 3D; allí, los jugadores podían luchar contra los monstruos y recolectar cofres. El combate requería al jugador pulsar los cuadros de los miembros del grupo cuando su barra de acción se encontrase llena y deslizar en el momento correcto para usar habilidades especiales. Un medidor de combos se rellenaba lentamente para permitir ataques especiales. Los personajes utilizaban armas que podían obtenerse de cofres y enemigos derrotados; estas armas podían ser combinadas y mejoradas, y la moneda propia del juego se empleaba para incrementar las chances de generar mejor equipamiento. La moneda del juego también era adquirible por medio de compras dentro de la app.

## Trama
El entorno está inspirado en la mitología Nórdica; está dividido en nueve mundos, incluyendo Midgard y Asgard. La historia toma lugar antes de la trama del Valkyrie Profile original. La protagonista es la Valquiria Lenneth quien se prepara para el Ragnarok. El Lord de los dioses Odín ordena a Lenneth a elegir almas humanas para volverlas Einheriar, y así antes de su muerte, los héroes son llevados a la batalla final entre los dioses. Lenneth no está segura de que el mundo deba acabar, y a medida de que se encariña con ellos, tal vez pueda ayudar a evitar la batalla final.

## Desarrollo
El juego fue desvelado por Square Enix en abril de 2016. Los gráficos de los juegos fueron desarrollados por el estudio de animación CGI de Square Enix Visual Works.[8] El equipo de desarrollo del juego incluyó al productor Yoshinori Yamagishi, el compositor Motoi Sakuraba, y el escritor Bun-O Fujisawa. El juego fue lanzado el 28 de abril del mismo año para dispositivos iOS y Android.
Tras haber pasado diez años desde el último título lanzado de Valkyrie Profile, y tras recibir varios pedidos por parte de los fanes de una nueva entrega, Valkyrie Anatomia: The Origin comenzó su desarrollo. Square Enix también buscaba usar una de sus propiedades intelectuales para crear un juego social, y alguien propuso usar la serie de Valkyrie Profile pero tratando de retener su encanto. El productor Yoshinori Yamagishi mencionó que su forma preferida de extraer emociones de los jugadores era a través de la música y los efectos de sonido, ayudando a sumergir a los nuevos jugadores en el mundo del juego y aprovechar la nostalgia de los fanes de la serie. El juego utiliza una mezcla de la música de la franquicia y nuevas composiciones. Luego de que los fanes pidieran más enfoque en los Einheriar como en el Valkyrie Profile original, mientras que Yamagishi no planeaba crear algo parecido a los más recientes juegos de consola ya que podría interferir con los planes de desarrollo del juego, decidió crear una historia que se centre en un Einheriar del comienzo de la historia de la serie. Yamagishi declaró que el desarrollo fue mucho más corto que el de un título Valkyrie habitual. También pretendía tener finales abiertos en la trama, con misterios persistentes como en un típico RPG para mantener a los jugadores interesados. Pos-lanzamiento, Yamagishi dijo que escuchan cómo se sienten los jugadores y realizan ajustes acordes para mantener al juego interesante para una inversión a largo plazo.
El servidor mundial del juego fue cerrado el 31 de agosto de 2020. El servidor japonés del juego fue cerrado el 27 de abril de 2021.

## Recepción
RPGFan resumió su reseña como una «oportunidad desperdiciada, un collect-a-thon, y muy malas ideas freemium en un solo paquete». La publicación también condenó al título por varias razones, incluyendo la venta de funciones básicas del juego por dinero como la posibilidad de cambiar la velocidad del combate. Siliconera notó la generosidad del juego comparado a otros juegos freemium basados en franquicias establecidas, los cuales la mayoría requieren comprar personajes más poderosos o populares, mientras que The Origin permite a los jugadores empezar con dos personajes poderosos, Sennah y Jeanne.
Dentro de las primeras dos semanas de su lanzamiento, el juego sobrepasó un millón de descargas.